# Robert I. de Lenoncourt

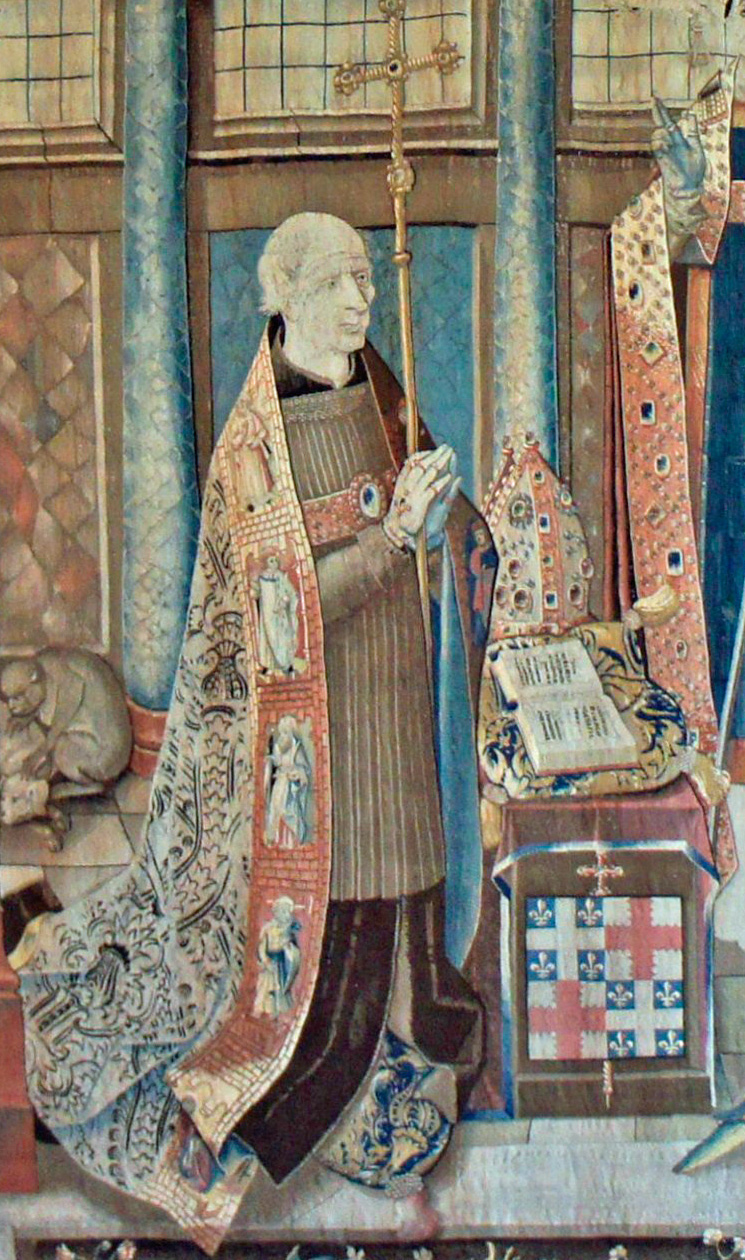
Robert de Lenoncourt auf dem Wandteppich Présentation à la Vierge in der Basilika Saint-Remi

Robert I. de Lenoncourt († 25. September 1532) war ein französischer Prälat aus dem Haus Lenoncourt.

## Leben
Robert de Lenoncourt ist der Sohn von Henri de Lenoncourt († 1477), Seigneur de Lenoncourt, und Jacquette de Baudricourt († 1493), sowie der Onkel des Kardinals Robert II. de Lénoncourt.
Er war Kommendatarabt von Saint-Philibert de Tournus, und Saint-Urbain (in Saint-Urbain-Maconcourt), Prior von Saint-Pourçain (1503/09). Am 29. Juli 1484 wurde er zum Erzbischof von Tours ernannt und am 28. März 1509 zum Erzbischof von Reims ernannt (er tauschte die beiden Ämter mit Carlo Domenico del Carretto), den zugehörigen Eid legte er am 7. April 1509 (Karsamstag) in Lyon ab.
In Reims ließ er das Portal der Basilika Saint-Remi erneuern und stattete sie mit zehn Wandteppichen aus, die das Leben des Prälaten darstellten. Am 25. Januar 1515 krönte er Franz I. in der Kathedrale von Reims zum König.
Während einer Hungersnot in der Champagne im Jahr 1520 ernährte er jeden Tag 300 Arme.